# Sadomania
Sadomania - Hölle der Lust é um filme de 1981, dirigido por Jesús Franco, estrelado por Ajita Wilson. Também foi lançado como Hellhole Women, Prisioners of the Flesh e Sadomania: The Hell of Passion.

## Enredo
Dois recém-casados, Olga e Michael, estão viajando pelo deserto e acidentalmente invadiram a propriedade de Magda Urtado (Ajita Wilson), diretora do "Sadomania", uma espécie de campo de treinamento, onde as mulheres são tratadas como escravas e estão seminuas o tempo todo. Magda mantém Olga em cativeiro enquanto Michael está livre para ir, porém mais tarde no filme ele planeja uma fuga para Olga. Ela vai trabalhar com as outras garotas no deserto quente, e o resto do filme é uma série de subenredos, incluindo um no qual algumas das trabalhadoras são enviadas para serem prostitutas, onde uma trabalhadora participa de um mortal jogo de gato-e-rato. O diretor Jesús Franco também estrela o filme como um homem homossexual.